# GP van Japan MX1 2006
De Grote Prijs van Japan 2006 in de MX1-klasse motorcross werd gehouden op 21 mei 2006 op het circuit van Sugo. Het was de vijfde Grote Prijs van het wereldkampioenschap.
De wedstrijd werd gedomineerd door Stefan Everts, die daarmee de vijfde opeenvolgende overwinning in het wereldkampioenschap behaalde en zijn 92e Grote Prijs. Hij reed in beide reeksen soeverein van start tot finish aan de leiding. Samen met hem klommen nog twee Belgen op het podium: Steve Ramon en Ken De Dycker, die voor het eerst een GP-podiumplaats behaalde. In de top 10 van deze GP vinden we zeven Belgische rijders terug.

## Uitslag eerste reeks
| Plaats | Naam              | Land |
| ------ | ----------------- | ---- |
| 1      | Stefan Everts     | BEL  |
| 2      | Ken De Dycker     | BEL  |
| 3      | Tanel Leok        | EST  |
| 4      | Steve Ramon       | BEL  |
| 5      | Brian Jørgensen   | DEN  |
| 6      | Cédric Melotte    | BEL  |
| 7      | James Noble       | GBR  |
| 8      | Jonathan Barragán | ESP  |
| 9      | Manuel Priem      | BEL  |
| 10     | Marvin Van Daele  | BEL  |

## Uitslag tweede reeks
| Plaats | Naam              | Land |
| ------ | ----------------- | ---- |
| 1      | Stefan Everts     | BEL  |
| 2      | Steve Ramon       | BEL  |
| 3      | Jonathan Barragán | ESP  |
| 4      | Kevin Strijbos    | BEL  |
| 5      | Marvin Van Daele  | BEL  |
| 6      | Manuel Priem      | BEL  |
| 7      | James Noble       | GBR  |
| 8      | Ken De Dycker     | BEL  |
| 9      | Akira Narita      | JPN  |
| 10     | Danny Theybers    | BEL  |

## Eindstand Grote Prijs
| Plaats | Naam              | Land | Punten |
| ------ | ----------------- | ---- | ------ |
| 1      | Stefan Everts     | BEL  | 50     |
| 2      | Steve Ramon       | BEL  | 40     |
| 3      | Ken De Dycker     | BEL  | 35     |
| 4      | Jonathan Barragán | ESP  | 33     |
| 5      | Tanel Leok        | EST  | 29     |
| 6      | James Noble       | GBR  | 28     |
| 7      | Kevin Strijbos    | BEL  | 27     |
| 8      | Marvin Van Daele  | BEL  | 27     |
| 9      | Manuel Priem      | BEL  | 27     |
| 10     | Cédric Melotte    | BEL  | 21     |

## Tussenstand wereldkampioenschap
| Plaats | Naam                  | Land | Punten |
| ------ | --------------------- | ---- | ------ |
| 1      | Stefan Everts         | BEL  | 242    |
| 2      | Tanel Leok            | EST  | 181    |
| 3      | Ken De Dycker         | BEL  | 168    |
| 4      | Kevin Strijbos        | BEL  | 165    |
| 5      | Steve Ramon           | BEL  | 151    |
| 6      | Jonathan Barragán     | ESP  | 150    |
| 7      | Cédric Melotte        | BEL  | 105    |
| 8      | Sébastien Tortelli    | FRA  | 99     |
| 9      | Manuel Priem          | BEL  | 99     |
| 10     | Pascal Leuret         | FRA  | 93     |
| 11     | James Noble           | GBR  | 77     |
| 12     | Marvin Van Daele      | BEL  | 77     |
| 13     | Julien Bill           | SUI  | 77     |
| 14     | Antti Pyrhönen        | FIN  | 69     |
| 15     | Brian Jørgensen       | DEN  | 68     |
| 16     | Francisco García Vico | ESP  | 60     |
| 17     | Danny Theybers        | BEL  | 58     |
| 18     | Stephen Sword         | GBR  | 40     |
| 19     | Jonny Lindhe          | SWE  | 23     |
| 20     | Wyatt Avis            | RSA  | 21     |